# Präzipitat (Quecksilberverbindung)
Präzipitat (deutsch „Niederschlag“), von lateinisch Mercurius praecipitatus, ist eine veraltete Bezeichnung für einige Quecksilberverbindungen. Das schmelzbare und unschmelzbare Präzipitat sind Namen für zwei Quecksilber-Komplexverbindungen. Die Begriffe rotes und gelbes Präzipitat stehen beide für Quecksilber(II)-oxid.
Das farblose schmelzbare Präzipitat ist ein Quecksilber(II)-amminkomplex, Diamminquecksilber(II)-chlorid [Hg(NH3)2]Cl2 mit einem Schmelzpunkt von 300 °C. Der Komplex entsteht beim Versetzen von Quecksilber(II)-chlorid mit gasförmigem Ammoniak.
{\displaystyle \mathrm {HgCl_{2}+2\ NH_{3}\longrightarrow [Hg(NH_{3})_{2}]Cl_{2}} }
Bildung des schmelzbaren Präzipitats durch Umsetzung von Quecksilber(II)-chlorid mit gasförmigem Ammoniak
In der salzartigen Komplexverbindung liegt das auch in sauren Lösungen recht stabile Kation [H3N—Hg—NH3]2+ in linearer Struktur vor.
Das farblose, unschmelzbare Präzipitat ist ein Quecksilber(II)-amidochlorid, [HgNH2]nCln. Es bildet sich beim Umsetzen von Quecksilber(II)-chlorid mit Ammoniakwasser.
{\displaystyle \mathrm {HgCl_{2}+2\ NH_{3}\longrightarrow [Hg(NH_{2})]Cl\ +\ NH_{4}Cl} }
Bildung des unschmelzbaren Präzipitats durch Umsetzung von Quecksilber(II)-chlorid mit Ammoniakwasser
Das unschmelzbare Präzipitat besteht aus gewinkelten [(HgNH2)n]n+-Ketten, wobei N—Hg—N-Bindungen lineare Abschnitte bilden.
Die Verbindung bildet sich auch beim Übergießen von Quecksilber(I)-chlorid (Hg2Cl2, auch Kalomel genannt) mit Ammoniak. Dabei entsteht ein schwarzer Niederschlag, da sich zugleich feinstverteiltes, elementares Quecksilber abscheidet. Diese Reaktion ist ein wichtiger Nachweis für Hg22+-Ionen:
{\displaystyle \mathrm {Hg_{2}Cl_{2}\ +\ 2\ NH_{3}\longrightarrow \ Hg\ +\ [Hg(NH_{2})]Cl\downarrow \ +\ NH_{4}Cl} }
unschmelzbares Präzipitat als Produkt der Kalomelreaktion mit Ammoniak
Als rotes Präzipitat bzw. gelbes Präzipitat werden die beiden Formen von Quecksilber(II)-oxid bezeichnet. Die Färbungen sind bedingt durch unterschiedliche Korngrößen, sowie durch auftretende Gitterstörungen. In der Natur ist das rote Präzipitat als Mineral Montroydit vertreten.